# Linganore-Bartonsville
Linganore-Bartonsville is een plaats (census-designated place) in de Amerikaanse staat Maryland, en valt bestuurlijk gezien onder Frederick County.

## Demografie
Bij de volkstelling in 2000 werd het aantal inwoners vastgesteld op 12.529.

## Geografie
Volgens het United States Census Bureau beslaat de plaats een oppervlakte van
42,5 km², waarvan 41,7 km² land en 0,8 km² water.

## Plaatsen in de nabije omgeving
De onderstaande figuur toont nabijgelegen plaatsen in een straal van 12 km rond Linganore-Bartonsville.